# Protonemura globosa
Protonemura globosa är en bäcksländeart som beskrevs av Berthélemy och Whytton da Terra 1980. Protonemura globosa ingår i släktet Protonemura och familjen kryssbäcksländor. Inga underarter finns listade i Catalogue of Life.